# Brasseurs Savoyards

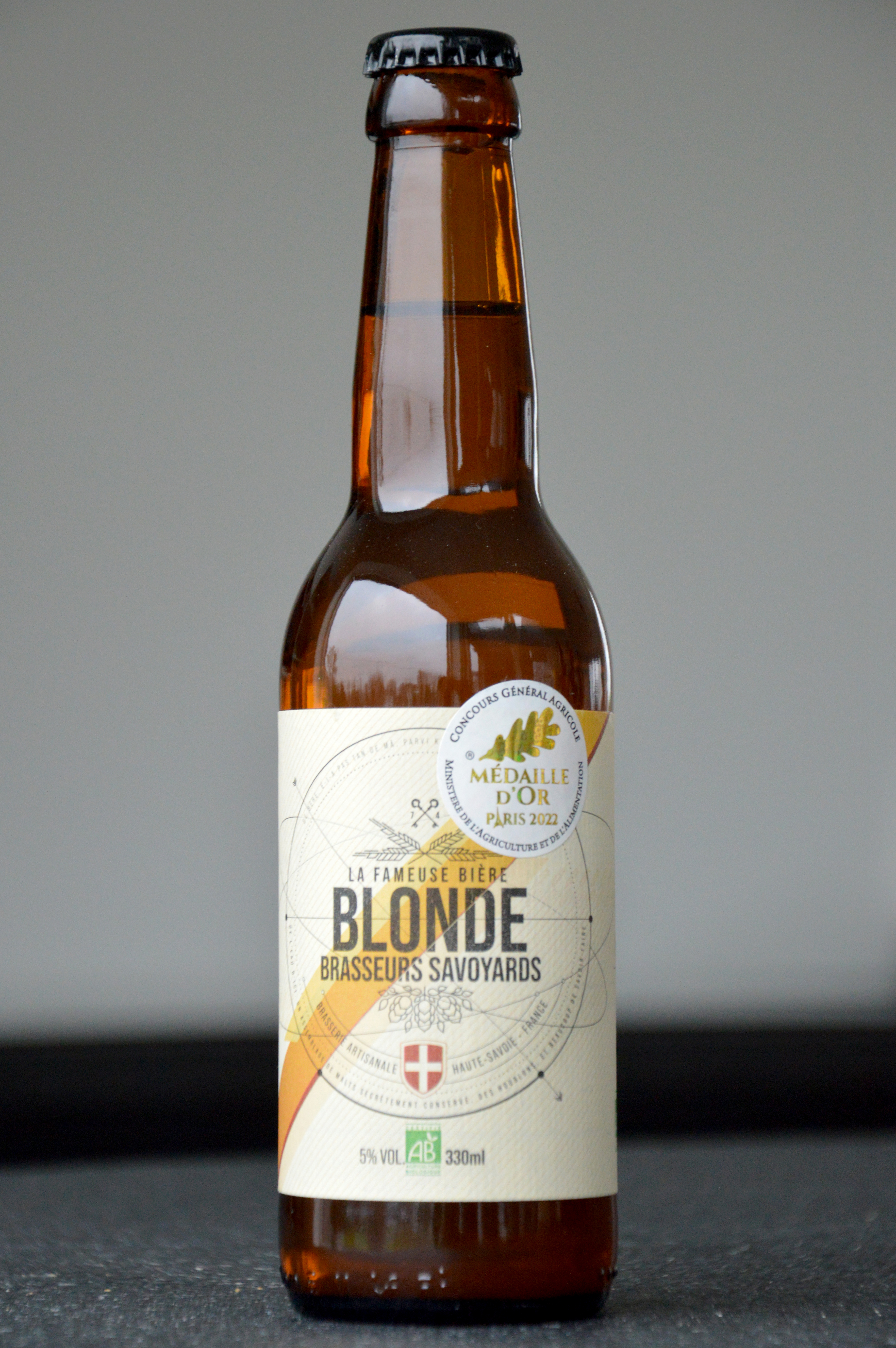
La Blonde

Brasseurs Savoyards is een Franse brouwerij gevestigd in Alby-sur-Chéran in het departement Haute-Savoie. Ze werd in 2004 opgericht in Epagny Metz-Tessy en in 2014 overgenomen door de broers Antoine en Etienne Onorati. De nieuwe eigenaars gooiden de productie, de bieren en de marketing om en verhuisden de brouwerij naar Alby-sur-Chéran. Claude Thiery is er brouwmeester. De brouwerij produceert drie gamma's bieren – Brasseurs Savoyards, BS en Nonne – en enkele frisdranken en hard seltzers. Alle bieren zijn biologisch. Verschillende bieren hebben prijzen ontvangen op de Concours Général Agricole, de World Beer Awards en andere wedstrijden. In 2021 had het bedrijf een omzet van 5,3 miljoen euro.

## Bieren

### Brasseurs Savoyards
- La Blanche
- La Blonde
- La Brune
- La Génépi
- La Myrtille
- La Triple
- L'Ambrée
- L'Hivernale
- L'I.P.A

### BS
- BS Ambrée
- BS Blanche
- BS Blonde
- BS Brune
- BS Génépi
- BS Myrtille

### Nonne
- Nonne Abi
- Nonne American IPA
- Nonne de Printemps
- Nonne English IPA
- Nonne New England IPA
- Nonne de Noël
- Nonne Session IPA
- Nonne Triple
- Nonne Weizen